# Jevgenij Kulikov
Jevgenij Nikolajevič Kulikov (rusky Евге́ний Никола́евич Кулико́в; * 25. května 1950 Sverdlovská oblast, Ruská SFSR) je bývalý sovětský rychlobruslař.
Prvního sprinterského mistrovství světa se zúčastnil v roce 1974, kdy skončil na šestnácté příčce. O rok později již na šampionátu získal stříbrnou medaili. Startoval na Zimních olympijských hrách 1976, odkud si přivezl zlatou medaili ze závodu na 500 m. Další cenný kov přidal do své sbírky na Mistrovství světa ve sprintu 1977, kde se umístil na třetím místě. Na zimní olympiádě 1980 získal na distanci 500 m stříbrnou medaili. V dalších letech již startoval pouze na menších závodech nebo sovětských šampionátech, kariéru ukončil po sezóně 1981/1982.
V roce 1975 obdržel cenu Oscara Mathisena.